# چله‌خانه سفلی
چله‌خانه سفلی یکی از روستاهای استان آذربایجان شرقی است که در دهستان چله‌خانه بخش صوفیان شهرستان شبستر واقع شده‌است.